# Kombolcha flygplats
Combolcha Airport är en flygplats i Etiopien. Den ligger i den centrala delen av landet, 250 km norr om huvudstaden Addis Abeba. Combolcha Airport ligger 1 864 meter över havet.
Terrängen runt Combolcha Airport är huvudsakligen kuperad, men söderut är den bergig. Combolcha Airport ligger nere i en dal. Runt Combolcha Airport är det ganska tätbefolkat, med 185 invånare per kvadratkilometer. Närmaste större samhälle är Kombolcha, 3,2 km öster om Combolcha Airport. Trakten runt Combolcha Airport består till största delen av jordbruksmark.